# Nowohryhoriwka (hromada Szewczenkowe)
Nowohryhoriwka (ukr. Новогригорівка) – wieś na Ukrainie, w obwodzie mikołajowskim, w rejonie mikołajowskim. W 2001 liczyła 467 mieszkańców.